# Iophon rayae
Iophon rayae är en svampdjursart som först beskrevs av Bakus 1966.  Iophon rayae ingår i släktet Iophon och familjen Acarnidae. Inga underarter finns listade i Catalogue of Life.